# Zespół psychohiperglikemiczny
Zespół psychohiperglikemiczny – opisany przez Jarosza w 1965 roku zespół nerwicowy, na którego obraz kliniczny składają się:
- napadowe stany hiperglikemii
- objawy neurasteniczne typu hiperstenicznego
- wzmożona pobudliwość układu krążenia.